# Vlaams Energiebedrijf
De NV Vlaams EnergieBedrijf (VEB) is een extern verzelfstandigd agentschap dat door de Vlaamse overheid is opgericht om te komen tot energiebesparing, rationeel energiegebruik en milieuvriendelijke energieproductie en -levering. Het Vlaams Energiebedrijf heeft zich tot doel gesteld om organisaties uit de publieke sector actief te begeleiden op weg naar de klimaatdoelstellingen van 2050.

## Taken
De oprichting werd op vraag van N-VA in het regeerakkoord van de regering-Peeters II gezet. De aanvankelijke ambitie van N-VA om van het energiebedrijf een concurrent van Electrabel te maken, werd gaandeweg bijgesteld. Eerst zou het doel zijn de energiemarkt te vergroenen. Het Vlaams Energiebedrijf zou daarvoor investeren in energie-efficiëntie bij de Vlaamse Overheid en in het opwekken van duurzame en hernieuwbare energie.

### Kritiek
Op de oprichting van het EnergieBedrijf kwam veel kritiek, juist omdat de doelen van het agentschap niet duidelijk waren. Volgens Open VLD'er Lode Vereeck zou het een dure en overbodige instelling zijn.
Ondertussen is VEB er echter in geslaagd om kostenbesparend te werken voor de publieke sector door schaalvoordelen te realiseren bij de levering van gas en groene elektriciteit.

### Wijzigingen opdracht
In 2014 werd in het regeerakkoord van de regering-Bourgeois besloten dat het Vlaams EnergieBedrijf ondergebracht zou worden bij de Participatiemaatschappij Vlaanderen (PMV) en dat de taken beperkt zouden worden tot de aankoop en doorverkoop van energie aan de Vlaamse overheden. Door deze gewijzigde opdracht werd er een belangrijke kapitaalvermindering doorgevoerd. In juli 2018 werd het VEB terug uitgekanteld uit Participatiemaatschappij Vlaanderen (PMV). In december 2018 werd de nieuwe samenwerkingsovereenkomst met de Vlaamse regering goedgekeurd. Deze bood terug meer mogelijkheden. De missie van VEB luidde vanaf dan: "VEB ontzorgt de publieke sector naar een duurzamer en efficiënter energiebeheer en ondersteunt in het bereiken van de klimaatdoelstellingen”.
In de laatste beheersovereenkomst van december 2023 werd deze missie behouden, maar kwam er een belangrijke nuance. In het strategisch kader van de beheersovereenkomst werd duidelijk gesteld dat naast ontzorging er ook een duidelijke opdracht is voor VEB om haar klanten actief te begeleiden in het behalen van de energie- en Klimaatdoelstellingen: het VEB ondersteunt haar productaanbod met een overkoepelende trajectbegeleiding van haar klanten. Deze trajectbegeleiding is gebaseerd op twee pijlers. Enerzijds is er de inzet op grootschalige bewustwording en voorlichting. Anderzijds is er realisatie van de doelstellingen via de uitvoering van de eigenlijke energieprojecten en de opvolging van de effectiviteit ervan.

### Aankoopcentrale
Vanaf 1 januari 2015 kunnen alle Vlaamse overheidsinstanties voor energieaankopen terecht bij het Vlaams EnergieBedrijf. Het zal als aankoopcentrale optreden met als doel om de prijs van de energiefactuur van de Vlaamse overheidsinstanties te drukken. Door elektronische facturatie kunnen nog meer kosten worden bespaard.
Op 6 mei 2015 maakte Andries Gryffroy, aftredend voorzitter, bekend dat het Vlaams EnergieBedrijf al 57 Vlaamse overheidsklanten telde, waaronder vervoersmaatschappij De Lijn en het Agentschap Wegen en Verkeer. Deze 57 Vlaamse overheidsklanten zouden in 2015 9,8 miljoen euro besparen op hun energiekosten, en nog eens 2,2 miljoen euro door de elektronische facturatie. De ambitie van het Vlaams EnergieBedrijf is om het marktaandeel op te drijven van 8 naar 30 procent binnen drie jaar, wat zou neerkomen op een mogelijke besparing van 40 miljoen euro per jaar.
Anno juni 2024 is het VEB geëvolueerd naar een veel ruimere klantenportefeuille. VEB belevert meer dan 770 organisaties met elektriciteit en gas. In totaal gaat het om 2,2 TWh gas en 3,3 TWh elektriciteit.

### Energie-efficiëntie
Het Vlaams EnergieBedrijf werkt energiediensten uit, zoals het faciliteren van een energieprestatiecontract (EPC). Op 26 oktober 2015 tekenden het Openbaar Psychiatrisch ZorgCentrum Rekem en Cofely Services het eerste energieprestatiecontract binnen de openbare sector in Vlaanderen. Daarmee garandeert ESCO (Energy Service Company) Cofely aan het zorgcentrum 30 procent besparing op hun energiefactuur. De ESCO wordt betaald met een deel van de besparing.
Ondertussen heeft VEB een hele reeks van raamovereenkomsten voor energie-efficiëntie maatregelen uitgewerkt. Dit dankzij de expertise en kennis van haar 100 medewerkers (mei 2024). Het voordeel van deze raamovereenkomsten zit in het feit dat de publieke sector geen aanbestedingen meer moet doen. Publiek organisaties hebben hiervoor vaak de tijd en kennis niet. Bovendien is de publieke organisatie via een raamovereenkomst zeker van een technisch en juridisch sluitend dossier met kwaliteitsvolle leveranciers.
Terra
Het VEB bouwt aan de energie- en patrimoniumdatabank Terra, waar het de verbruiken van publieke organisaties in opvolgt en data analyses over het energieverbruik en de CO2-uitstoot van publieke entiteiten.
Terra is ondertussen de rapportagetool voor de Lokale Besturen voor het LEKP. Er werden ook heel wat functionaliteiten toegevoegd zoals heatmaps, bepalen van zonne-energie potentieel, onderling benchmarken van de gebouwen, het opstellen van een energieplan.

## Bestuur
Sinds 7 mei 2025 bestaat de raad van bestuur van het Vlaams Energiebedrijf uit voorzitter Jef Wittouck, bestuurders Johan Vande Lanotte en Wim Verrelst, en de onafhankelijke bestuurders Géraldine Nolens en Leen Zwaenepoel. Stijn Caekelbergh werd op dezelfde datum aangesteld als regeringscommissaris.
De eerste voorzitter van de raad van bestuur was Andries Gryffroy, hij werd in mei 2014 verkozen als Vlaams Parlementslid voor de N-VA.
Op 24 april 2015 besloot de Vlaamse Regering Bart Huybrechts, Caroline Ven en Eric Christiaens voor te dragen als vertegenwoordigers van de Vlaamse Regering in de raad van bestuur van het Vlaams Energiebedrijf. De andere bestuurders waren op dat moment Frank Geets, Werner Decrem en PMV (vertegenwoordigd door Karolien Phlips). Bart Huybrechts werd op 6 mei 2015 de nieuwe voorzitter, Dirk Meire bleef aan als CEO. Op 1 oktober 2017 trad Frederik Hindryckx aan als CEO.
Door de uitkanteling uit PMV, werden er twee onafhankelijke bestuurders aangesteld op 6 juli 2018, ter vervanging van Werner Decrem en Karolien Phlips, namelijk Ellen Joncheere en Elke Huyghebaert. In dezelfde periode besloot Caroline Ven haar mandaat stop te zetten, ze werd vervangen door Wim Verrelst. De nieuwe samenwerkingsovereenkomst voorzag in de opvolging door een regeringscommissaris, dit werd Johan Guldix. Hij nam voor kabinet Muyters vanaf maart 2019 tot april 2020 deel aan de Raad van Bestuur.
Door de nieuwe Vlaamse regering werd op 30 april 2020 de voorzittersrol doorgegeven aan Marc De Clercq. Tevens werd de regeringscommissaris Samir Louenchi, en verliet Wim Verrelst de raad van bestuur.
In mei 2024 verlieten Elke Huygebaert en Ellen Joncheere de raad van bestuur. Ze werden vervangen door Geéraldine Nolens en Leen Zwaenepoel (onafhankelijke bestuurder). De regeringscommissaris werd van dan af Laura Olaerts. Ook Frank Geets en Eric Christiaens maakten tot de volgende samenstelling deel uit van het bestuursorgaan. 
Op 7 mei 2025 volgde een nieuwe herschikking van de raad van bestuur. Jef Wittouck werd aangesteld als voorzitter en nam de fakkel over van Marc De Clercq. De andere bestuursleden zijn sindsdien Johan Vande Lanotte, Wim Verrelst, Geéraldine Nolens (onafhankelijk bestuurder) en Leen Zwaenepoel (onafhankelijk bestuurder). Stijn Caekelbergh werd benoemd tot regeringscommissaris, als opvolger van Laura Olaerts.